# Pfarrkirche St. Josef am Ossiacher See

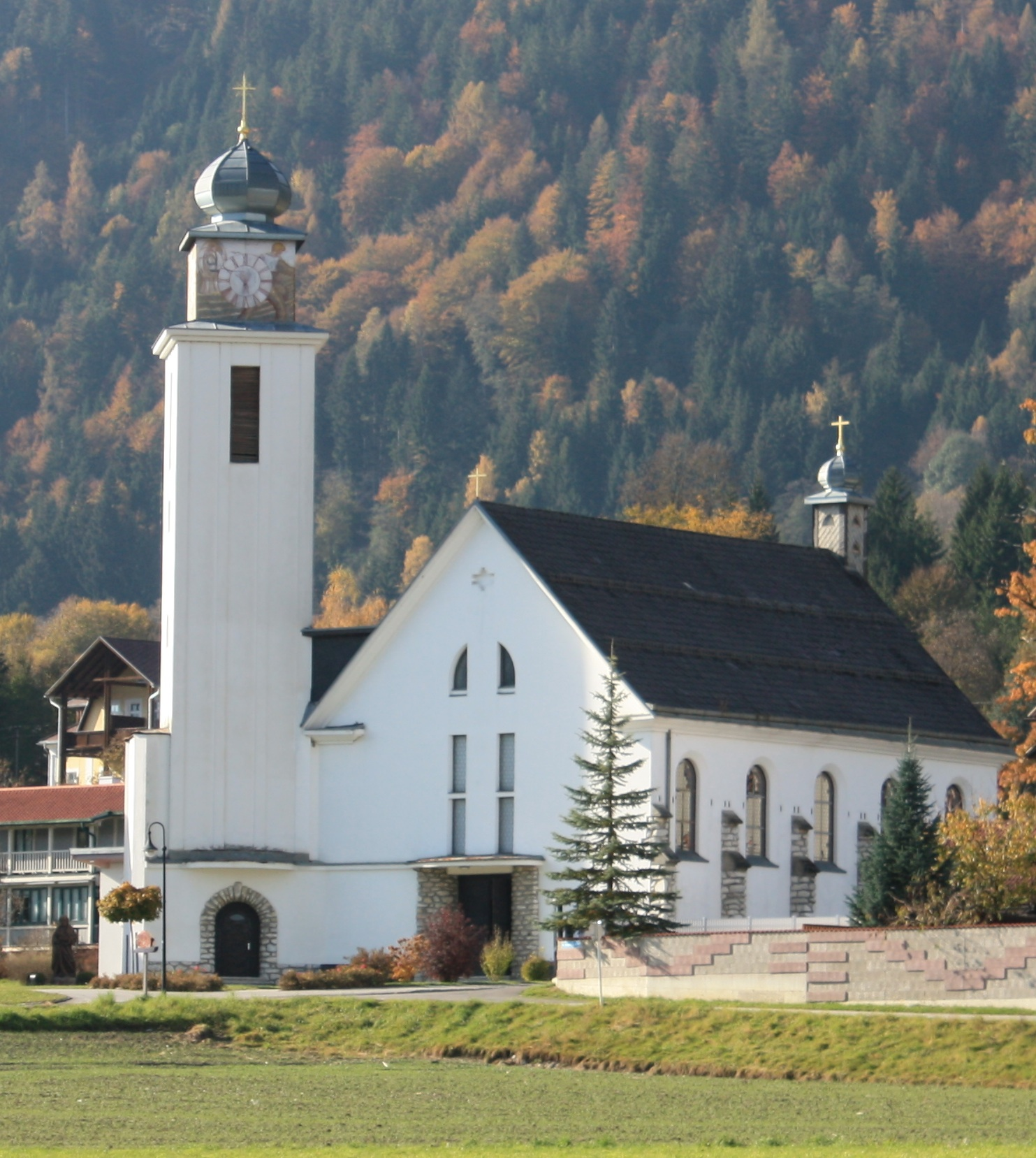

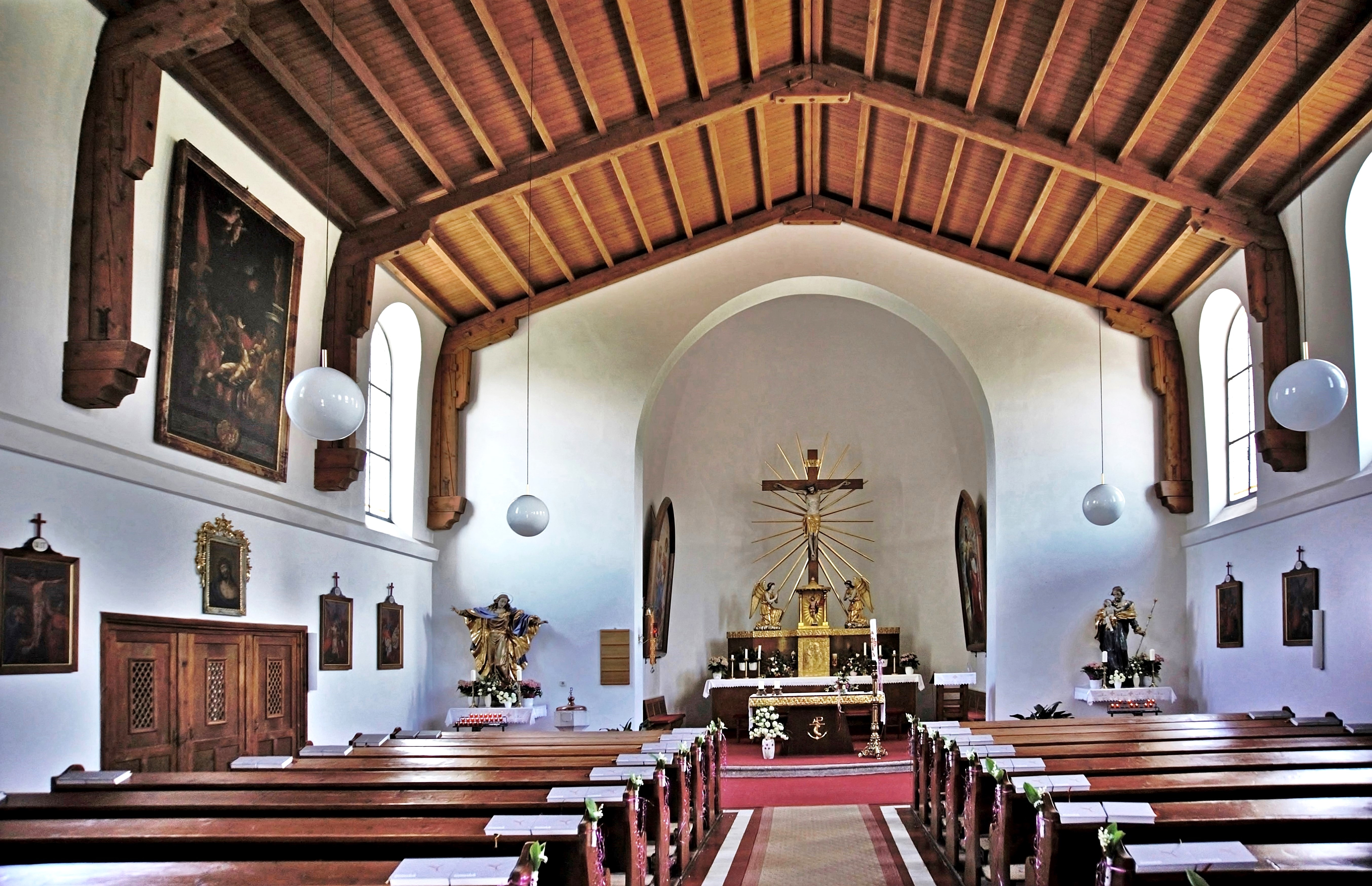
Innenansicht

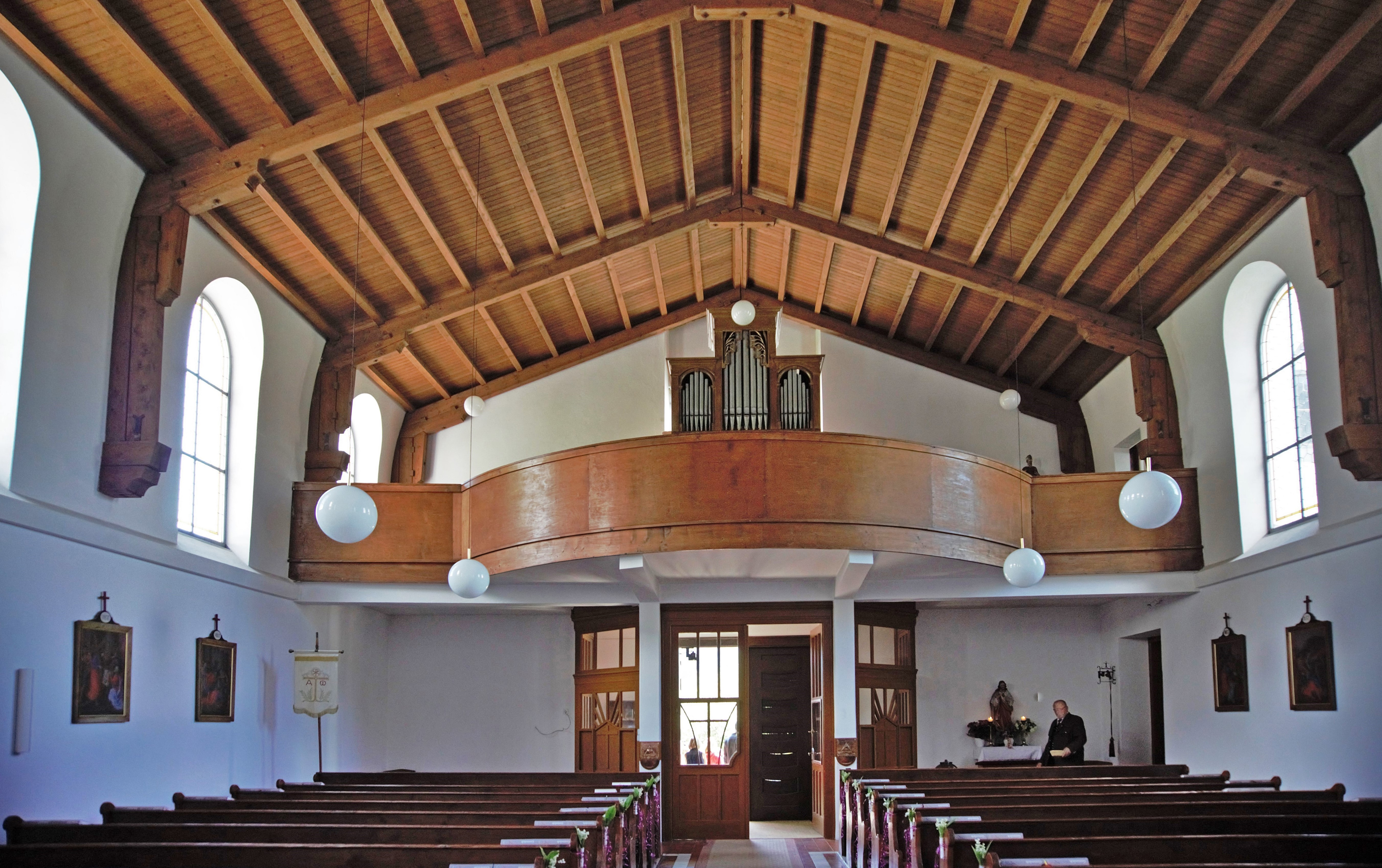
Blick gegen die Orgelempore

Die Pfarrkirche St. Josef am Ossiacher See steht am Westrand von Bodensdorf in der Gemeinde Steindorf.

## Beschreibung
Die genordete Kirche wurde 1929 nach Plänen von Hans Prutscher erbaut. Am von zweistufigen Bruchsteinstrebepfeilern gestützten Langhaus schließt eine eingezogene Rundapsis an. Über dem Kegeldach der Apsis erhebt sich ein quadratisches Türmchen mit einem Zwiebelhelm. Der an der Südwestecke des Langhauses schräg angestellte durch Lisenen gegliederte Turm mit rechteckigen Schallöffnungen endet in einem Blechkubus mit Zwiebelhelm. Den Blechkubus bemalte 1931 Josef Gruber mit Darstellungen der vier Jahreszeiten, die jeweils um ein in der Mitte gestaltetes Zifferblatt gruppiert sind. Den Zugang zum Turm bildet ein rundbogiges Portal aus Bruchsteinen.
Die durch einen Dreiecksgiebel abgeschlossene Südfassade wird durch je drei übereinanderliegende Fensteröffnungen gegliedert. Die Laibung des Südportals wird durch Bruchsteine betont, die Holztüre durch ein geometrisches Ornament gestaltet.
Im saalartigen Langhaus verdeckt eine an einen Schiffsboden erinnernde Holzdecke das Tonnengewölbe. Die Rundbogenfenster befinden sich über den durchlaufende Sohlbänken. Die Südempore mit stark vorschwingendem Emporenerker steht auf Betonstützen. Die Apsis besteht aus an vier Seiten sich verjüngenden gekrümmten Flächen und wird durch hinter der Triumphbogenwand versteckte Fensterschlitze beleuchtet.

## Einrichtung

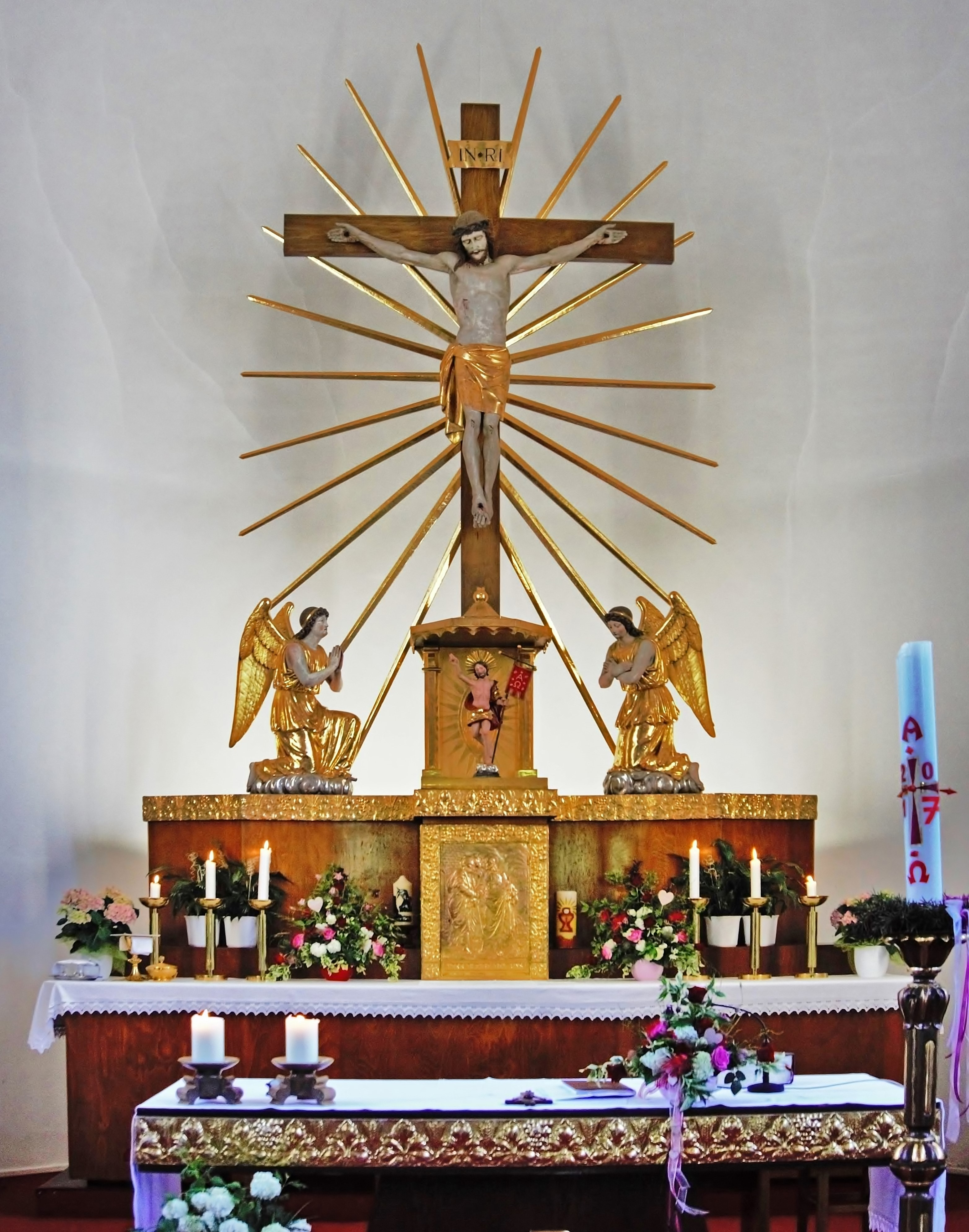
Der Altar

Der Hochaltar aus der Entstehungszeit der Kirche trägt ein Kruzifix mit seitlichen Engeln und weist Spätjugendstilornamentik auf. Im Chor hängen die modernen Gemälde der Heiligen Familie und der Berufung des Petrus. An der Triumphbogenwand sind die barockisierenden Figuren von Maria und Josef aus dem 20. Jahrhundert aufgestellt. Das Gemälde der Laurentiusmarter nach einer Kopie nach Tizian stiftete 1624 der Ossiacher Abt Gregor Wilhelm Schweitzer. In der Sakristei wird eine vom Ende des 15. Jahrhunderts gefertigte gotische Schnitzfigur des Auferstandenen aufbewahrt.

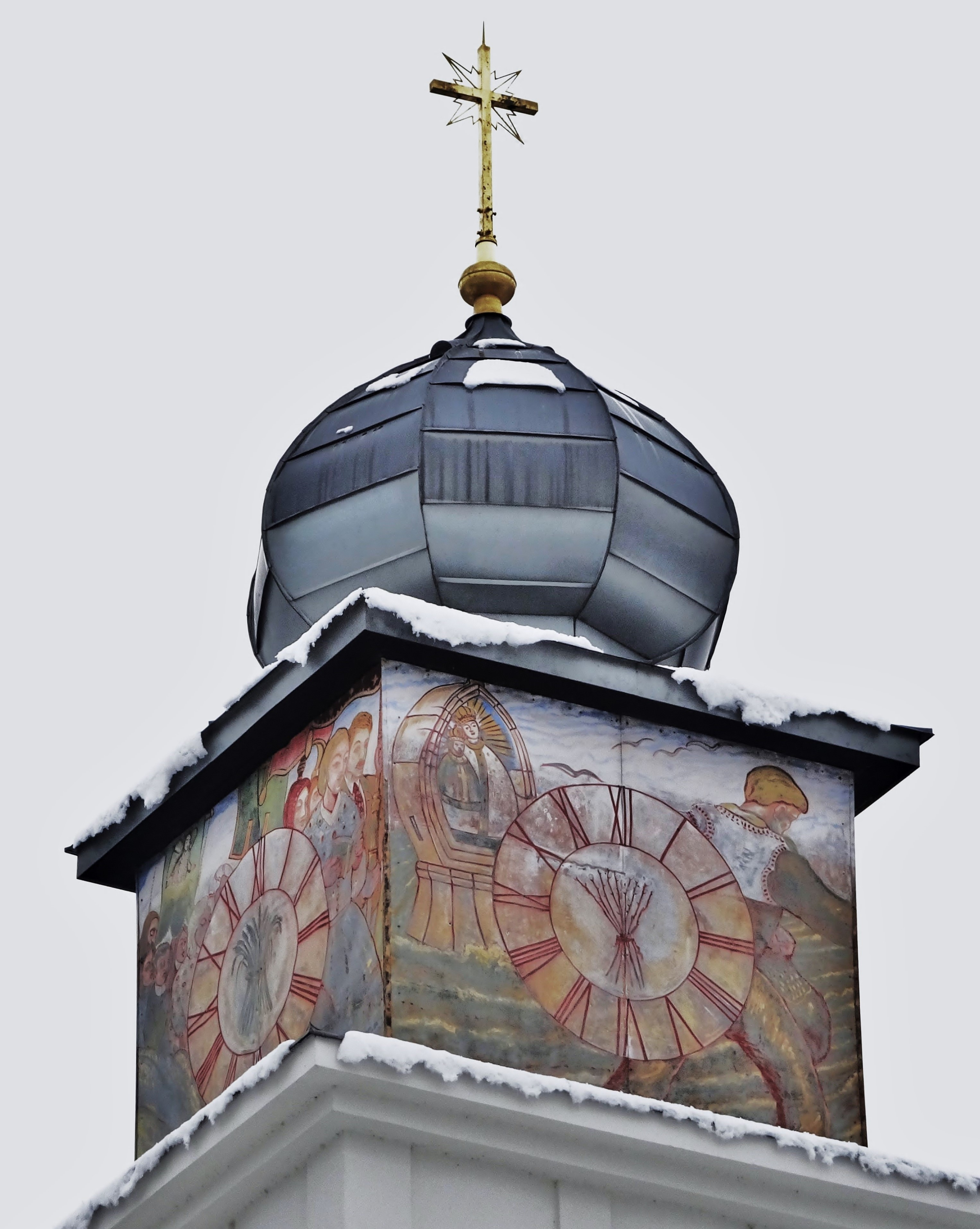
Das Turmende
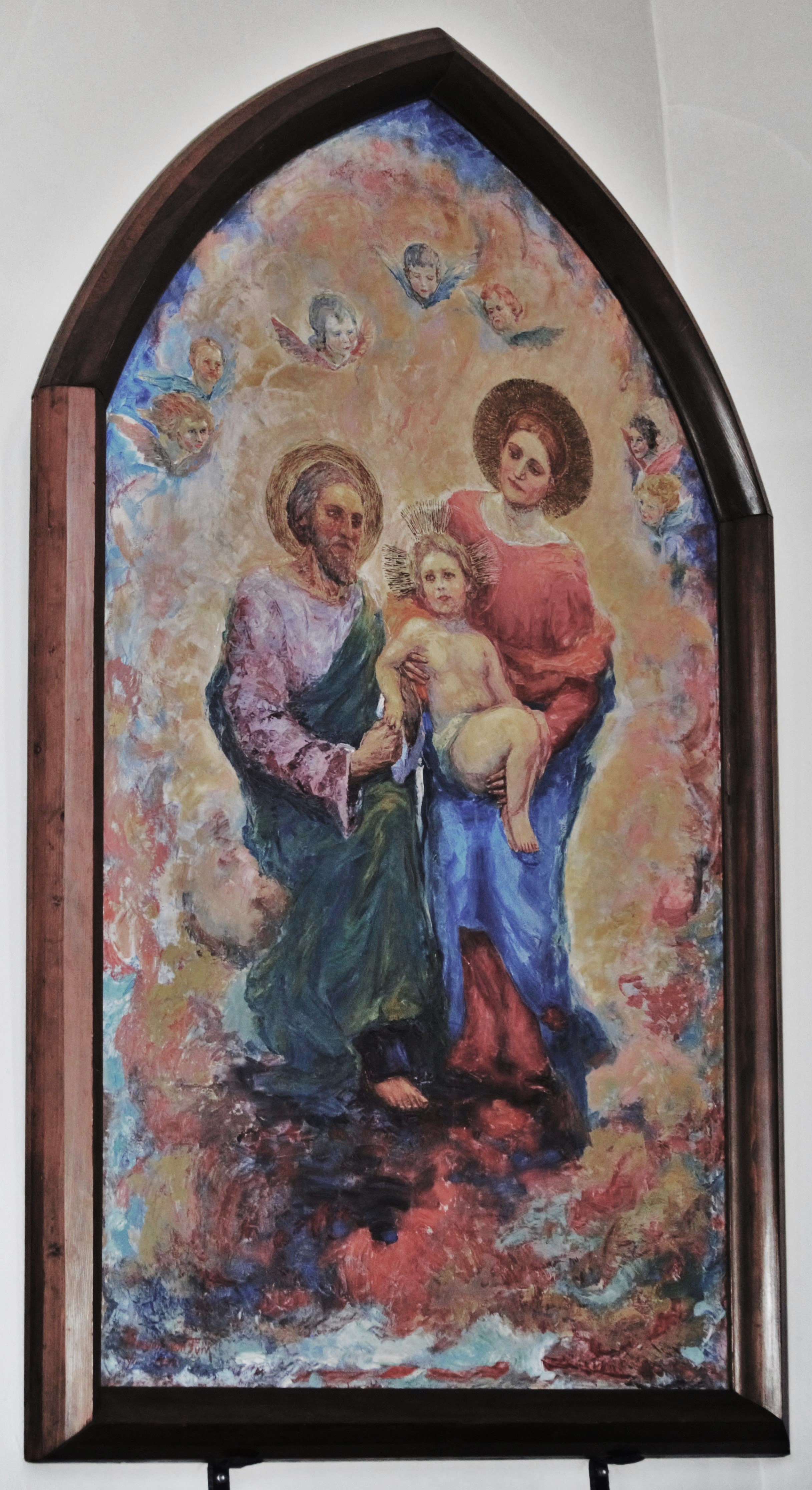
Gemälde der Hl. Familie